# Ракетна зброя

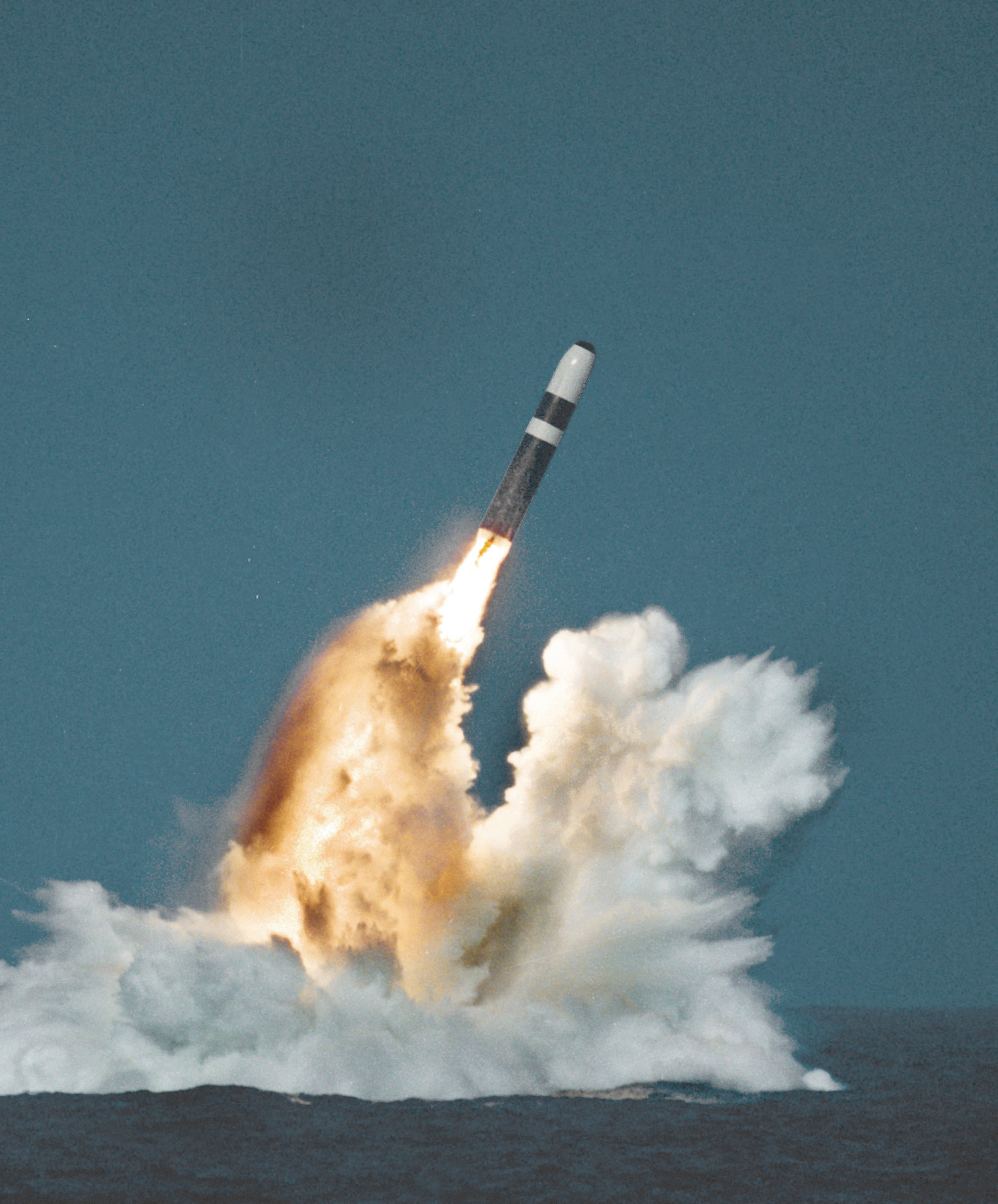
Запуск ракети Lockheed Trident з підводного човна

Раке́тна зброя — сукупність різних ракетних комплексів, призначених для ураження наземних, повітряних, морських і позаатмосферних цілей бойовою частиною ракети. Ракетний комплекс складається з ракети, що має  ядерну або звичайну боєголовку, пускової установки, засобів наведення на ціль, перевірно-пускового устаткування, засобів керування польотом ракети, транспортних засобів й інших пристроїв. Ракетна зброя набула широкого розвитку з 50 — 70-х років ХХ ст..

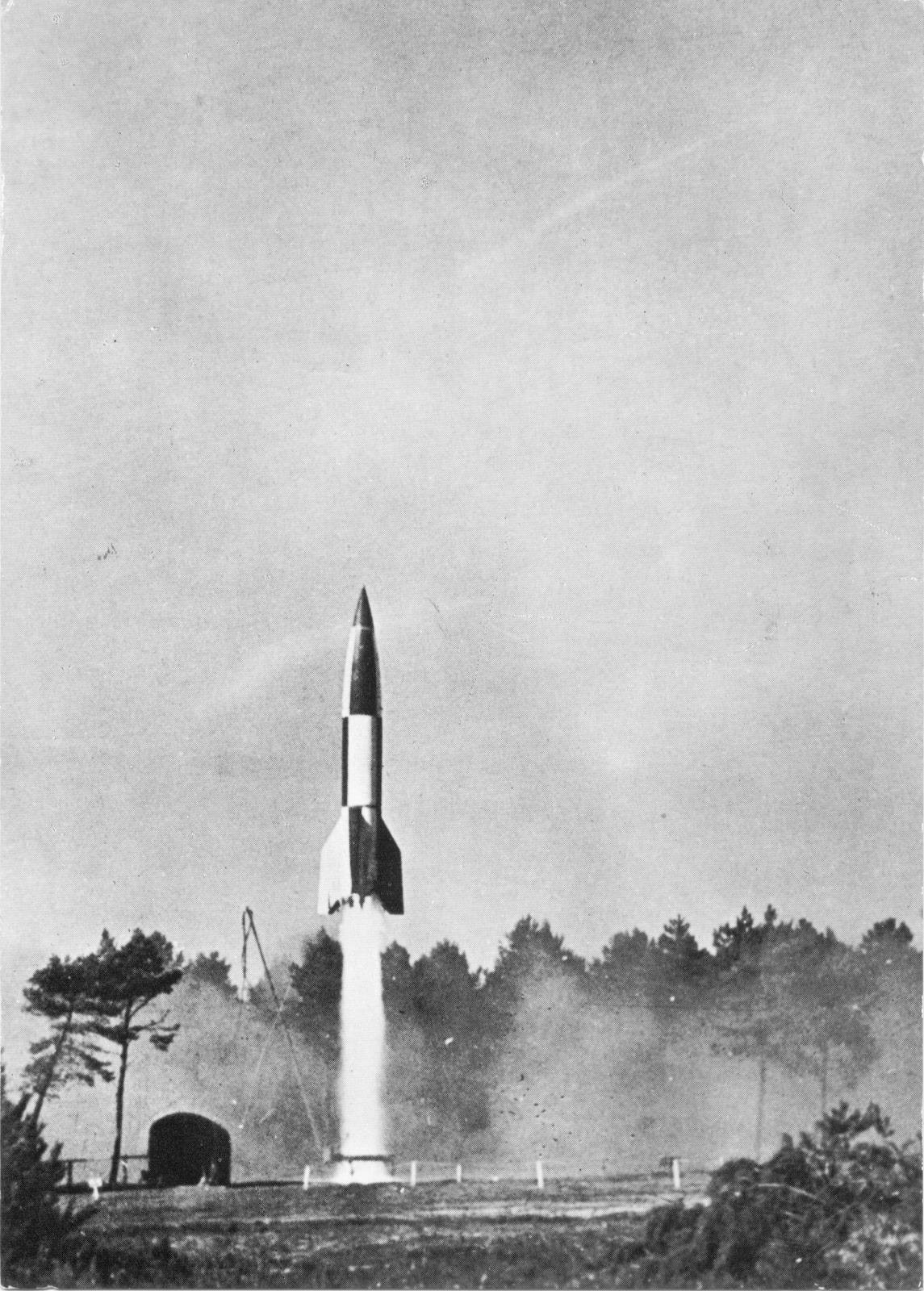
Запуск Фау-2

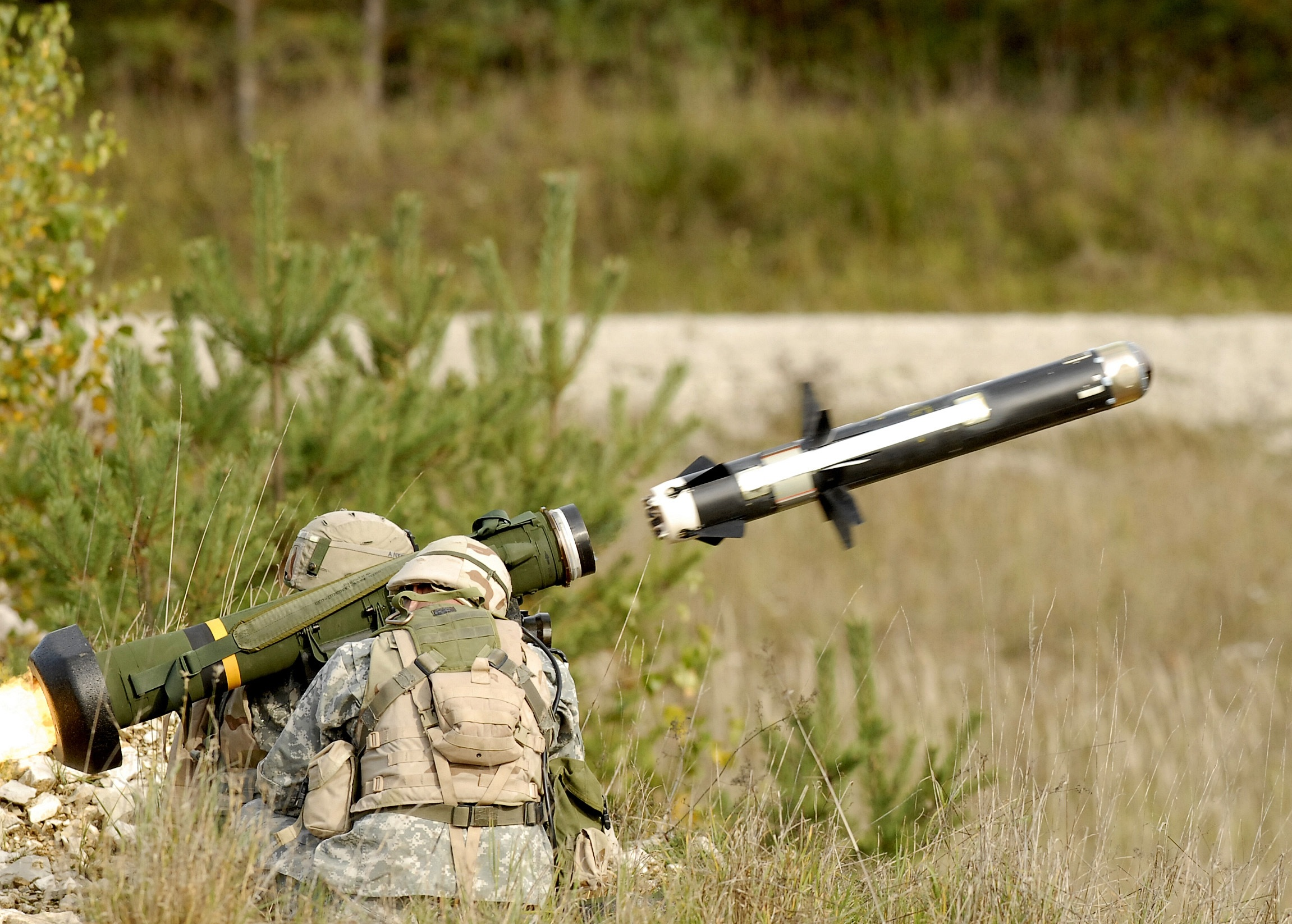
Пуск протитанкової керованої ракети FGM-148 «Джавелін» з переносного протитанкового ракетного комплексу. Армія США

У сучасних війнах ракетна зброя почала широко застосовуватися під час Другої світової війни. Пристосована спочатку для запуску з літаків (у боях біля озера Хасан і на Халхін-Голі), надалі вона перемістилася на наземні пускові установки — радянські та німецькі війська у великій кількості і з великим успіхом застосовували установки залпового вогню «Катюша» і «Nebelwerfer». Реактивні установки залпового вогню перебували також на озброєнні військ Англії та США. Перші балістичні ракети, Фау-2, застосовувалися німецькою стороною для обстрілу міст Англії та Бельгії.
Особливо широкий розвиток ракетна зброя отримала після Другої світової війни, дуже потіснивши (а подекуди й витіснивши) артилерійське та стрілецьке озброєння й авіацію.

## Морфологія і використання
Англійське слово missile походить від латинського дієслова mittere, що означає «надіслати». Українське слово ракета походить від італійського слова rocchetta, що в перекладі значить мале веретено через зовнішню схожість ракети-вертушки з веретеном.
У військовому значенні, боєприпаси, які уражають ціль, категоризуються так:
- Рушійні, керований боєприпас який прямує до цілі повітрям або у космосі знаний як missile (ракета) (або керована ракета).
- Рушійні, некерований боєприпас знаний як реактивний снаряд (або некерована ракета).[вн 1]
- Безрушійні боєприпаси, якими стріляють не з гармат, називають бомби незалежно керовані вони чи ні; безрушійні, керовані боєприпаси мають назву керовані бомби або розумні бомби.
- Боєприпаси якими стріляють з гармат мають назву метальні заряди незалежно керовані вони чи ні. Якщо метальні заряди споряджені вибуховими речовинами їх називають снаряди або мінометні міни.
- Рушійні боєприпаси, які прямують до цілі у воді, мають назву торпеди (застаріла назва самохідна міна).
- Ручні гранати не відносять до класу рухливих боєприпасів.

Додатково поширено ділення на балістичні ракети, тобто боєприпас, який рухається за балістичною траєкторією, і крилаті ракети, боєприпаси, які мають таку ж підіймальну силу як і літаки.

## Перші розробки

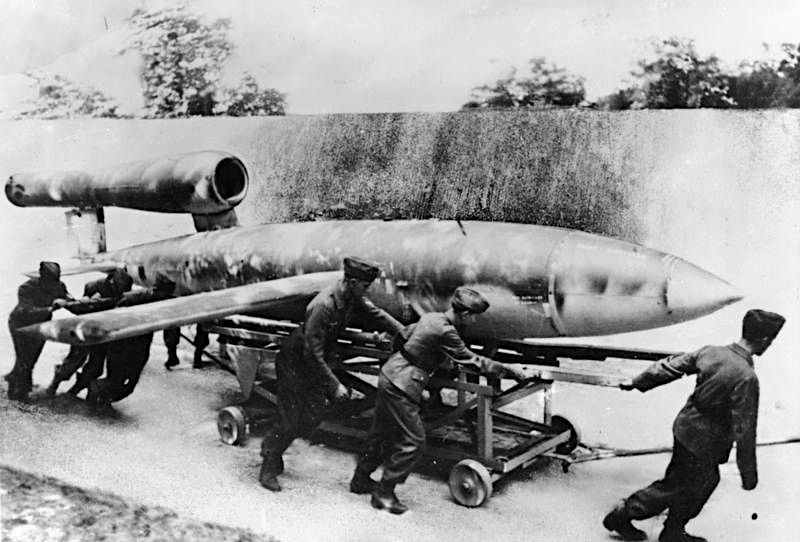
Ракета V-1

Першими ракетами які виробляли серійно і використовували, стали німецькі ракети часів Другої світової. Найвідомішими були Фау-1 та Фау-2, обидві ракети мали простий механічний автопілот який утримував ракету на заданому напрямку. Менш відомою була серія протикорабельних та зенітних ракет, вони зазвичай керувалися по радіо (контроль наведення) оператором. Проте, ці ранні системи часів Другої світової війни будувалися малими партіями.

## Технологія

### Огляд
Керовані ракети мають велику кількість компонентів і систем:
- Націлювання та/або система наведення
- Польотна система
- Ракетний двигун
- Бойова частина

### Системи наведення

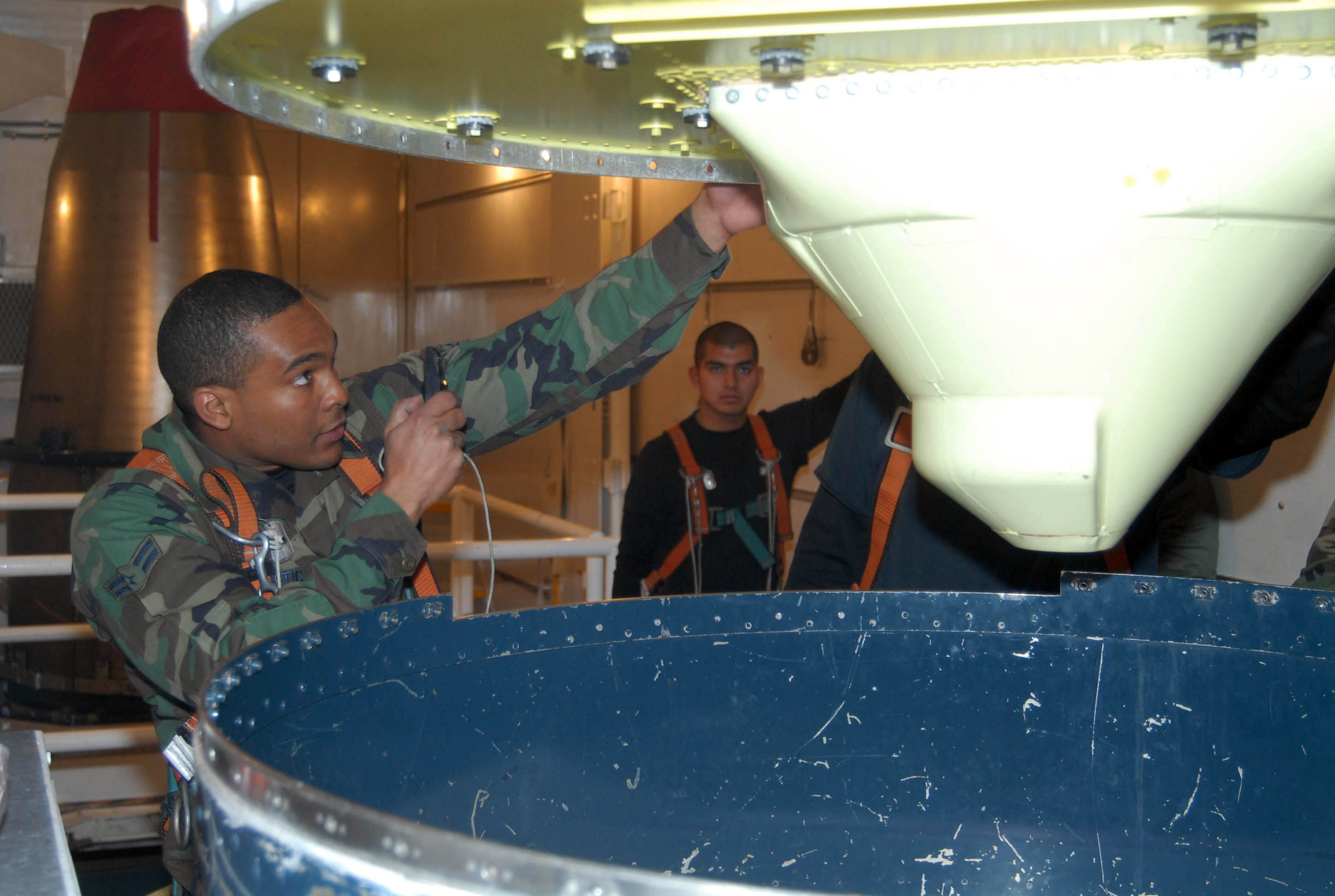
Огляд системи наведення ракети LGM-30G Minuteman ICBM

Ракети можна наводити на ціль різними шляхами. Найзагальнішим методом наведення ракети на ціль є використання випромінення, наприклад інфрачервоного, лазерного або радарного. Випромінення може йти від цілі (наприклад, тепло від двигунів або радарні хвилі від ворожих радарів), ракета може сама випромінювати (наприклад, радаром) або випромінення може вестися спеціальним підрозділом (наприклад, радаром з пускової платформи або піхотним підрозділом з лазерним приладом цілевказівки). Перші два методи знані як вистрілив-забув тому, що стрільцю не потрібно підтримувати або контролювати ракету після пуску. Іншим методом є використання теленаведення — використання видимого світла або інфрачервоного — для постійного стеження за ціллю. За зображенням може спостерігати оператор-людина, який спрямовує ракету на ціль, або комп'ютер. Одним з химерних способів наведення ракет на ціль було використання голубів американцями.
У багатьох ракетах використовують два або більше методи з перелічених для більшої точності і збільшення шансів на успішне ураження цілі.

### Системи націлювання
Іншими методами наведення ракети, є використання координат цілі і використання систем наведення таких як інерціальна навігація, TERCOM або супутникове наведення. Такі системи наводять ракети за допомогою координат ракети в просторі і відомих координат цілі вираховуючи відстань та напрямок руху між ними. Таке ж завдання може виконувати оператор, який бачить ракету і ціль, та спрямовує ракету на ціль за допомогою керування по дротах або радіо, чи за допомогою автоматичної системи, яка може одночасно назирати за ракетою і ціллю.
Крім того, деякі ракети мають інерціальне наведення, за допомогою якого дістаються до зони перебування цілі, де вони перемикаються на іншу систему наведення і активного пошуку цілі, використовують радарне або інфрачервоне наведення.

### Польотна система
Хоча керована ракета і має систему націлювання, систему наведення або обидві, вона потребує польотної системи. Польотна система використовує дані з системи наведення чи націлювання для маневрування ракети у повітрі, що допомагає ракеті ухилятися від контрзаходів або переслідувати ціль, яка рухається. Є дві основні системи: векторна тяга (для ракет, які рухаються всю фазу наведення) і аеродинамічне маневрування (крила, кілі, стерно тощо).
Технології наведення ракет переважно залежать від висоти перехоплення, на яку вони розраховані.
Позаатмосферні ракети використовують інфрачервоні давачі, які виявляють цілі на відстані кількох сотень кілометрів, а їхня бортова електроніка призначена для визначення місця розташування боєголовки, що несе бойовий вантаж, серед навколишніх інших приманок. Космічні двигуни спрямовують ракету-перехоплювач до наміченої цілі.
У протиракетах, котрі працюють у нижніх шарах атмосфери, застосовують ті ж технології, що й в сучасних зенітних ракетах, на основі яких вони й найчастіше створюються. Їх оснащено активною радіолокаційною головкою наведення, що робить їх автономними на завершальному відрізку перехоплення. Наприклад, ракета Aster 30 на першій ділянці польоту керується інерційним наведенням на основі даних, які передаються багатофункціональною РЛС електронного сканування X-діапазону Arabel системи SAMP/T; на останньому відрізку перехоплення наведення забезпечується активною радіолокаційною головкою самонаведення ракети.
Маневри ракети-перехоплювача здійснюються або лише аеродинамічними кермами, або у поєднанні з системою викиду газів на рівні центру тяжіння ракети (відомої як PIF/PAF, від Pilotage d'interception en force/ Pilotage aerodynamic en force") .

### Двигун

Твердопаливний ракетний двигун

Ракети рухаються за допомогою двигуна, який є різновидом ракетного або реактивного двигуна. Реактивні снаряди (некеровані ракети) зазвичай мають твердопаливні двигуни, які простіші у обслуговуванні і виробництва, крім того деякі великі балістичні ракети мають рідинні ракетні двигуни. Реактивні двигуни зазвичай використовують у крилатих ракетах, загалом це турбореактивні двигуни, через їх відносну простоту і меншу лобову площу. Турбовентиляторний і прямоточний повітряно-реактивний двигуни також можна використовувати у ракетах. Ракети, зазвичай, мають багатоступеневі двигуни, особливо ті, які запускають з поверхні. Ці ступені можуть бути одного типу або можуть мати поєднання кількох типів двигунів — наприклад, крилаті ракети, які запускають з землі, мають ракетний прискорювач для запуску і реактивний двигун для польоту.
Деякі ракети можуть мати додатковий стартовий імпульс; наприклад, Фау-1 запускали з катапульти, а ракетами MGM-51 Shillelagh стріляли з танкової гармати (використовували зменшений заряд на відміну від тих, які були у снарядах).

### Бойова частина
Ракети мають одну або кілька вибухових бойових частин, хоча можливе використання і інших типів зброї. Бойова частина ракети містить основну ударну силу ракети (багато ракет мають велику вторинну руйнівну силу через високу кінетичну енергію зброї і незгоріле пальне, яке може перебувати на борту судна). Зазвичай бойова частина складається з вибухових речовин, часто має кумулятивні заряди для точного ураження броньованих цілей. Інші типи бойових частин можуть мати малі бойові елементи, запалювальні елементи, ядерні, хімічні, біологічні або радіологічні заряди чи бронебійні оперені підкаліберні снаряди.
Ракети без бойової частини зазвичай використовують для тестування і тренування.

## Класифікація
Ракети, здебільшого, класифікуються за їхніми стартовими платформами і цілями ураження. Якщо більш широко, є ракети, які запускають з поверхні (земля або вода) або з повітря, а потім йде підкатегорія за дальністю і видом цілі (наприклад, протитанкова або протикорабельна). Багато ракет можна пускати як з землі, так і з повітря, є кілька ракет, які можуть завдавати удару як по повітряним, так і по наземним цілям (наприклад, зенітно-протитанкова система ADATS). Більшість ракет потребує деякої модифікації для пуску у повітрі або з землі, наприклад встановлення прискорювачів для пуску з землі.

### Ракети «Поверхня-Поверхня»/«Повітря-Поверхня»

#### Балістичні

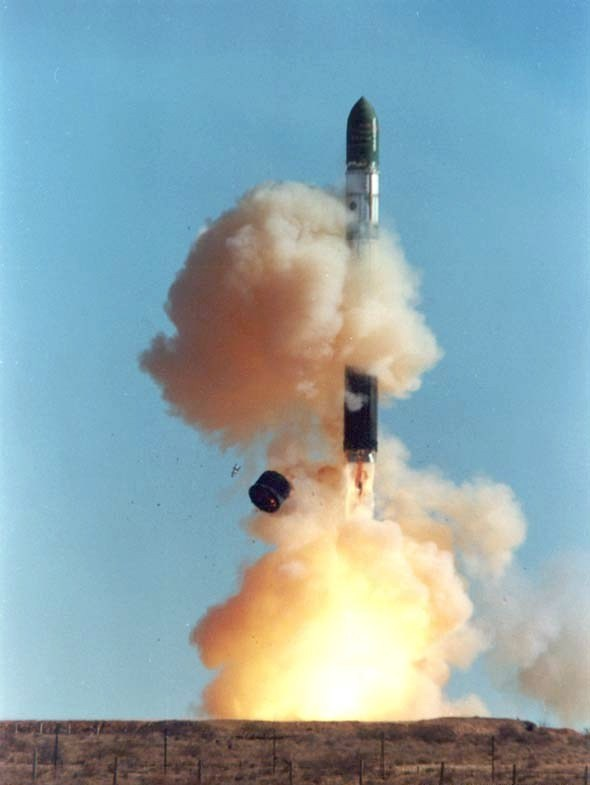
Запуск радянської балістичної ракети 15А18М (Р-36М2 «Воєвода»)

Після прискорення балістична ракета летить за балістичною траєкторією. Наведення майже не потрібно через невеликі відхилення.
Загалом балістичні ракети використовують для нанесення наземних ударів. Зазвичай їх пов'язують з ядерною зброєю, деякі ракети озброєні звичайними БЧ знаходяться на службі, наприклад MGM-140 ATACMS. ФАУ-2 показали, що балістична ракета може доправити бойовий заряд до цілі без можливості перехоплення, а використання ядерної зброї доводить, що вона може завдавати важких ударів. Точність цих систем була низькою, але повоєнні розробки покращили концепцію інерціальної навігації до такого рівня, що системи можна було використовувати у міжконтинентальних балістичних ракетах які можуть долати тисячі кілометрів. Сьогодні (ХХІ ст.) балістичні ракети являють собою єдині стратегічні сили стримування у більшості армій світу; проте, деякі балістичні ракети пристосовані для виконання звичайних бойових завдань, наприклад, російська ракета Іскандер або китайська DF-21D використовуються як протикорабельні балістичні ракети. Зазвичай балістичні ракети запускають з наземних мобільних пускових установок, ракетних шахт, кораблів або підводних човнів, також теоретично можливо запускати ракети і з повітря як, наприклад, скасована ракета GAM-87 Skybolt.
Найшвидшою балістичною ракетою яка знаходиться на озброєнні, є російська ракета РТ-2ПМ2 «Тополь-М» (як заявлено — 7320 м/с).

#### Крилаті ракети

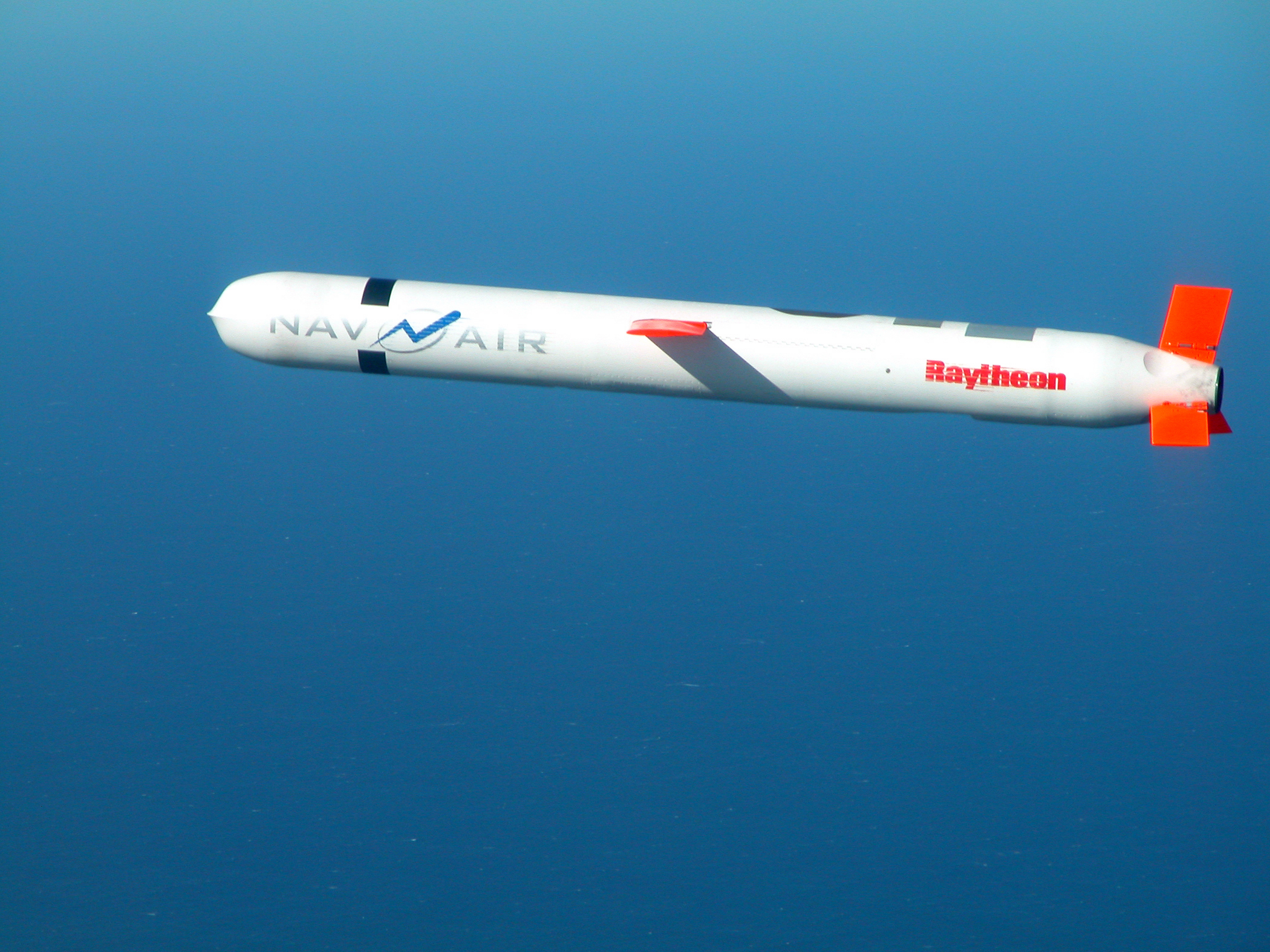
Американська крилата ракета Томагавк

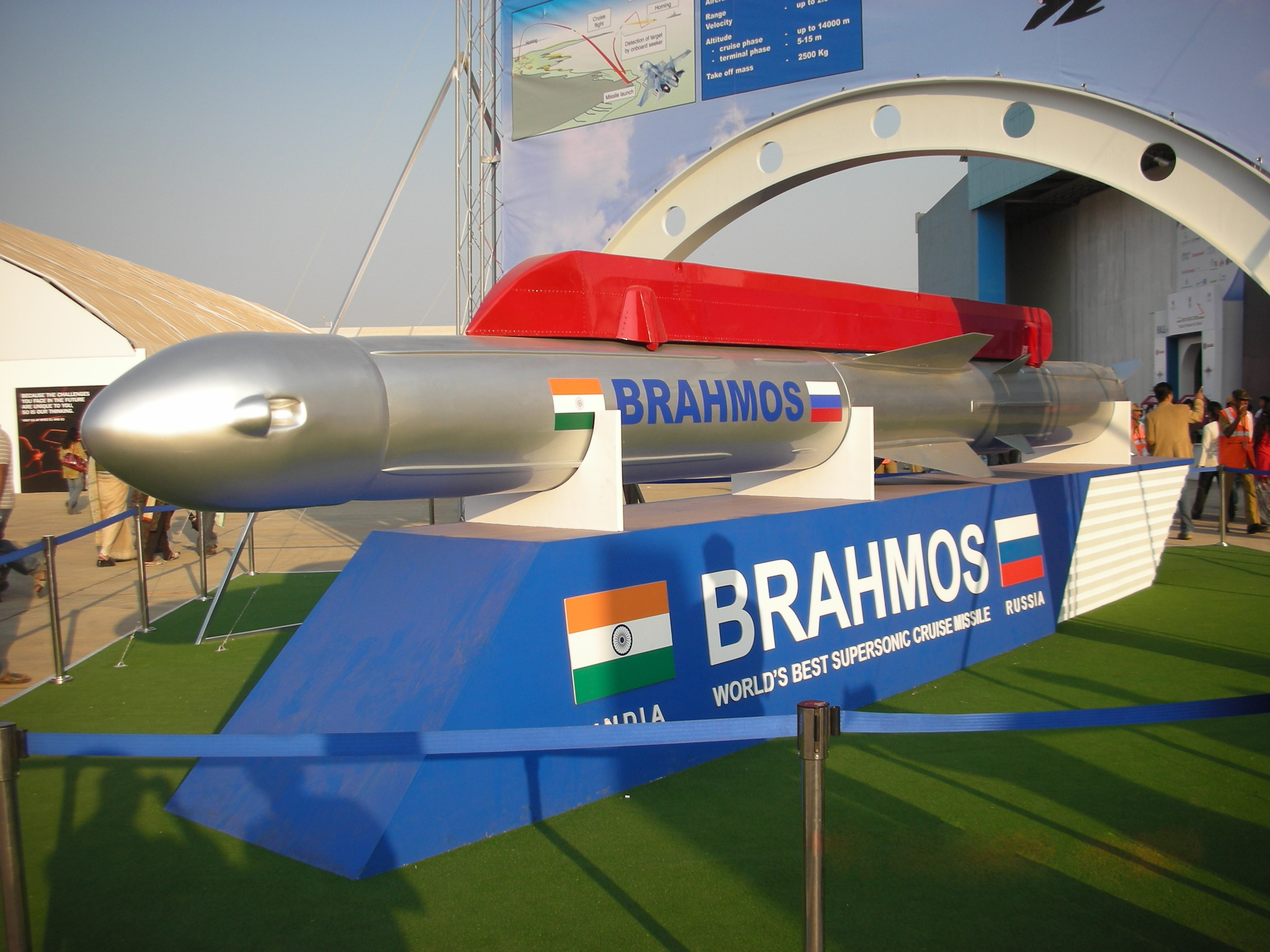
Індійська надзвукова крилата ракетаIndian Supersonic cruise missile БраМос.

Фау-1 успішно перехоплювали під час Другої світової, але це не призвело до зникнення концепції крилатих ракет. Після війни, США розташували незначну кількість невеликих ядерних крилатих ракет у Німеччині, але їх вважали обмежено корисними. Продовження дослідження версій зі збільшеною дальністю і швидкістю, привели до появи американської SM-64 Navaho та радянських конкурентів, Буря та Буран. Проте, вони застаріли з появою МБР і жодну з них не використовували. Ракети з короткою дальністю дії застосовували як точні ударні системи, такі як американська Томагавк, радянська Х-55, німецька KEPD-150/350 TAURUS.
Крилаті ракети зазвичай, використовують у наземних операціях, але також їх можна застосовувати як протикорабельну зброю. Їх запускають з повітря, моря або з підводних човнів, також існують і наземні пускові установки.

#### Протикорабельні

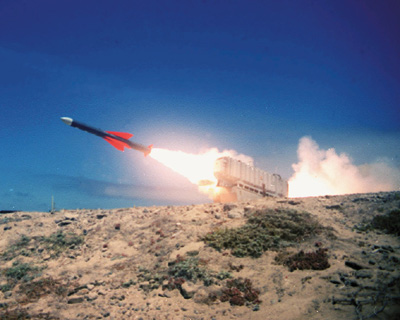
Французька ракета Exocet у польоті

Іншим головним напрямком з розробки ракет у Німеччині, було створення протикорабельних ракет (наприклад, Fritz X і Henschel Hs 293), які було призначено для запобігання спробам вторгнення через канал. Проте, британці мали змогу впливати на їхні системи радіонаведення, ракети керовані по дротам не були готові до Дня Д. По війні розвиток протикорабельних ракет йшов повільно і став основним видом зброї у 1960-х з появою реактивних ракет з низькою висотою польоту котрі знані як «sea-skimmers». Вони набули поширення після Фолклендської війни, коли Аргентина за допомогою ракети Exocet потопила есмінець британського флоту.
Також існують протичовнові ракети; такі ракети зазвичай доправляють на місце перебування субмарини, іншими збройними системами, наприклад, за допомогою торпед чи глибинних бомб, якщо підводний човен знаходиться у підводному положенні.

#### Протитанкові

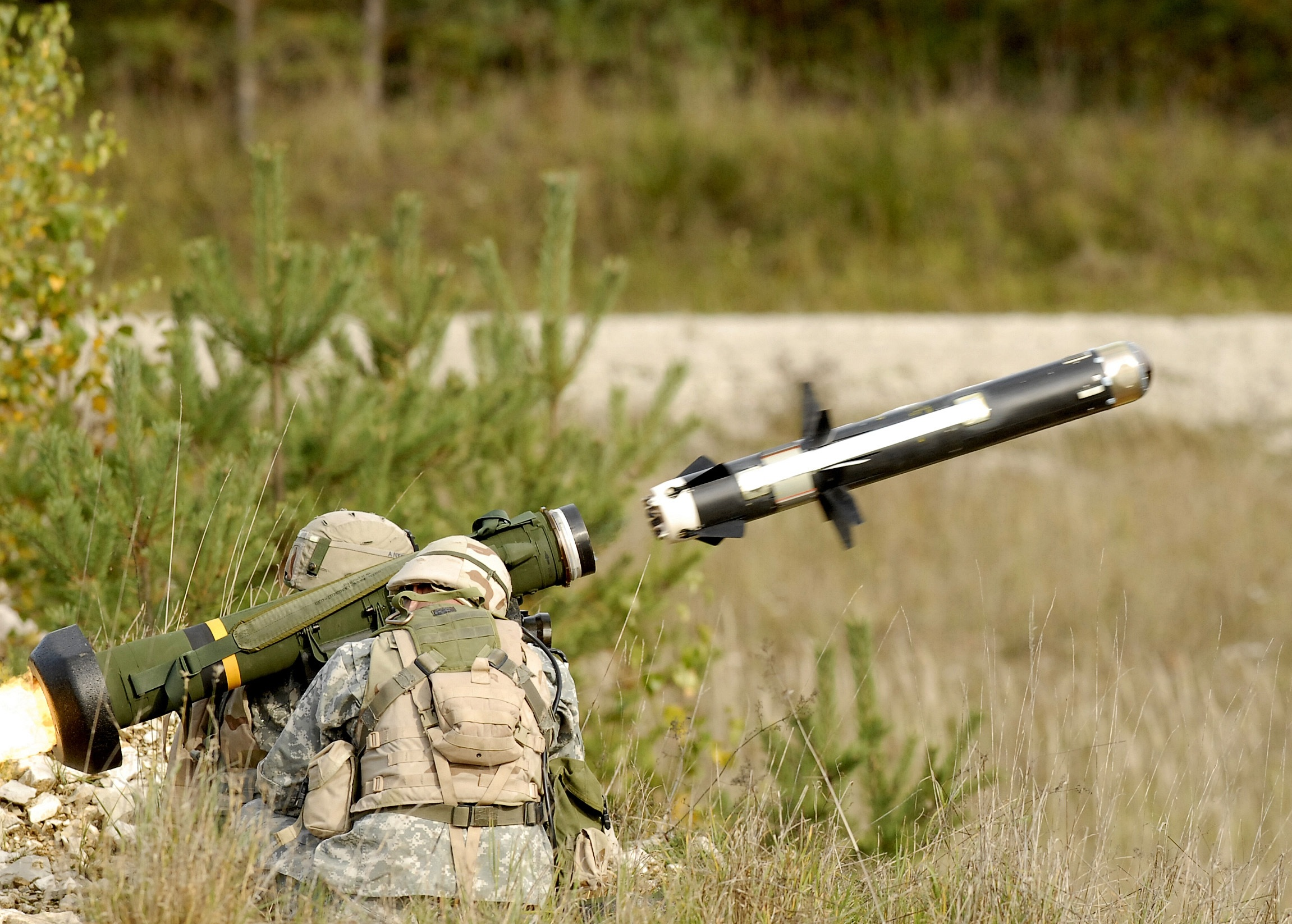
Солдати армії США стріляють з FGM-148 Javelin

Наприкінці Другої світової війни, в арміях широко використовували некеровані ракети з кумулятивними бойовими частинами як основну протитанкову зброю (детально Panzerfaust, Базука). Проте, вони мали обмежену дальність у 100 м або близько того, тому німці шукали шляхи для збільшення дальності використовуючи ракети які керуються по дротах, наприклад, X-7. Після війни, вона була основною конструкцією для класу у 1950-ті і у 1960-ті та стала головною протитанковою системою. У 1973 під час війни Судного дня між Ізраїлем та Єгиптом, переносна ПТКР 9M14 Малютка виявила себе як потужна зброя проти ізраїльських танків. Хоча було випробувано інші системи керування, керування по дротам виявилося найнадійнішою системою. Протитанкові ракети можна пускати з літальних апаратів, машин або піхотою з рук.

### Протисупутникові

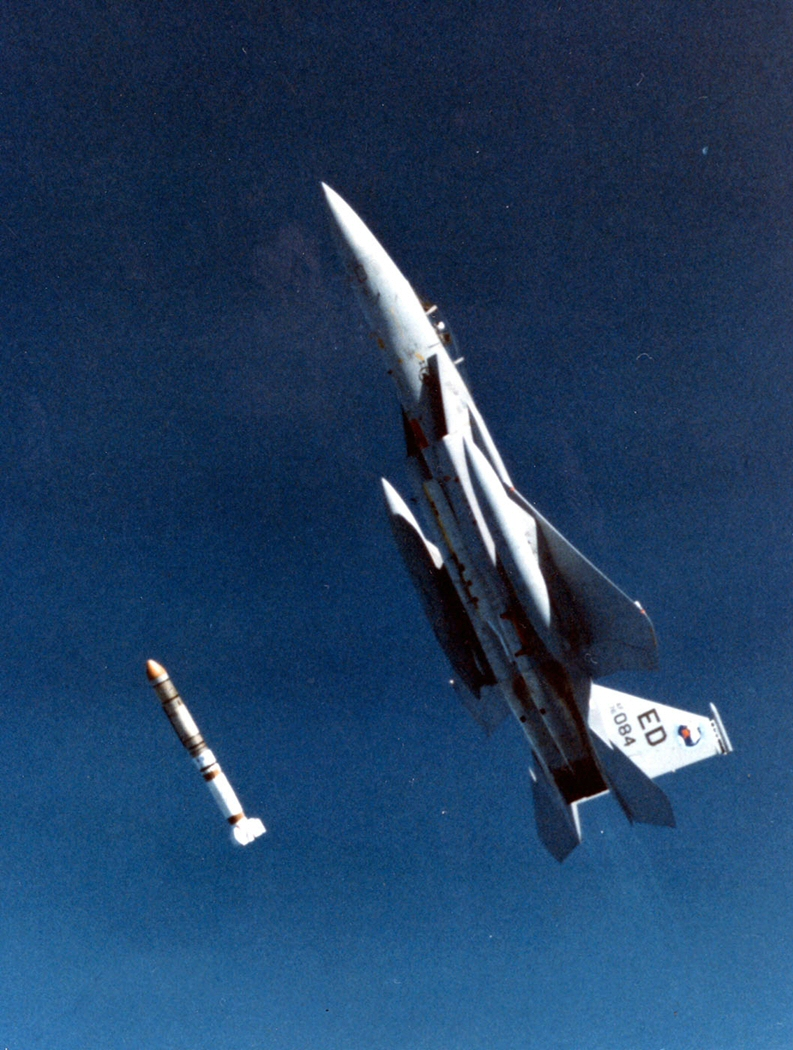
Запуск ракети ASM-135 ASAT у 1985

У 1950-ті та 1960-ті радянські конструктори розпочали роботи зі створення протисупутникової зброї, під назвою Винищувач супутників, що буквально означає «перехоплювач супутників» чи «руйнівник супутників». Процес розробки тривав 20 років, було ухвалено рішення про скасування тестів винищувача супутників. Це сталося коли Сполучені Штати розпочали тестування власних систем. Оборонна система Блискучі Камінці представлена у 1980-ті роки, використовувала кінетичну енергію ударів без застосування вибухівки. Протисупутникова зброя може бути запущена з літального апарата або наземної системи, залежно від конструкції. На цей час[коли?] було зроблено лише кілька тестів.

### Ракети «Поверхня-Повітря»

#### Зенітні

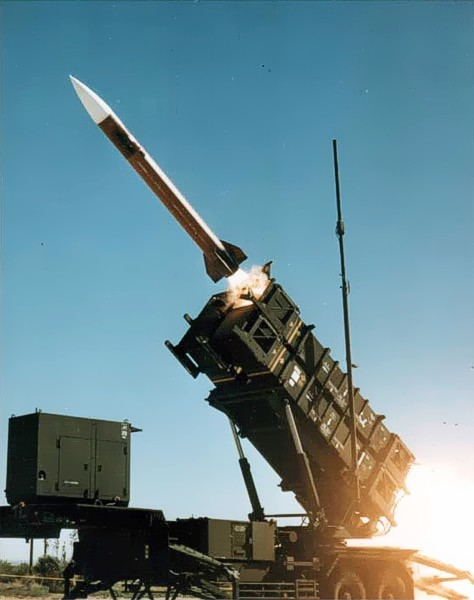
Запуск ракети MIM-104 Patriot

На 1944 ВПС США та Великої Британії посилали на терени окупованої Європи великі флотилії бомбардувальників, збільшуючи тиск на денні і нічні винищувальні сили Люфтваффе. Німці шукали успішні наземні зенітні ракетні системи. Розроблялося кілька систем, але жодна не була прийнята на озброєння до кінця війни. ВМС США також проводили дослідження зенітних ракет для боротьби з камікадзе. На 1950 системи на базі цих ранніх досліджень почали прийматися на озброєння, в тому числі армійські MIM-3 Nike Ajax і флотські «3T's» (Talos, Terrier, Tartar), за ними з'явилися радянські С-25 та С-75 і французькі та британські систем. Зенітна зброя може встановлюватися на всі можливі пускові платформи, починаючи з великих, самохідних або корабельних платформ до переносних.

#### Протиракети

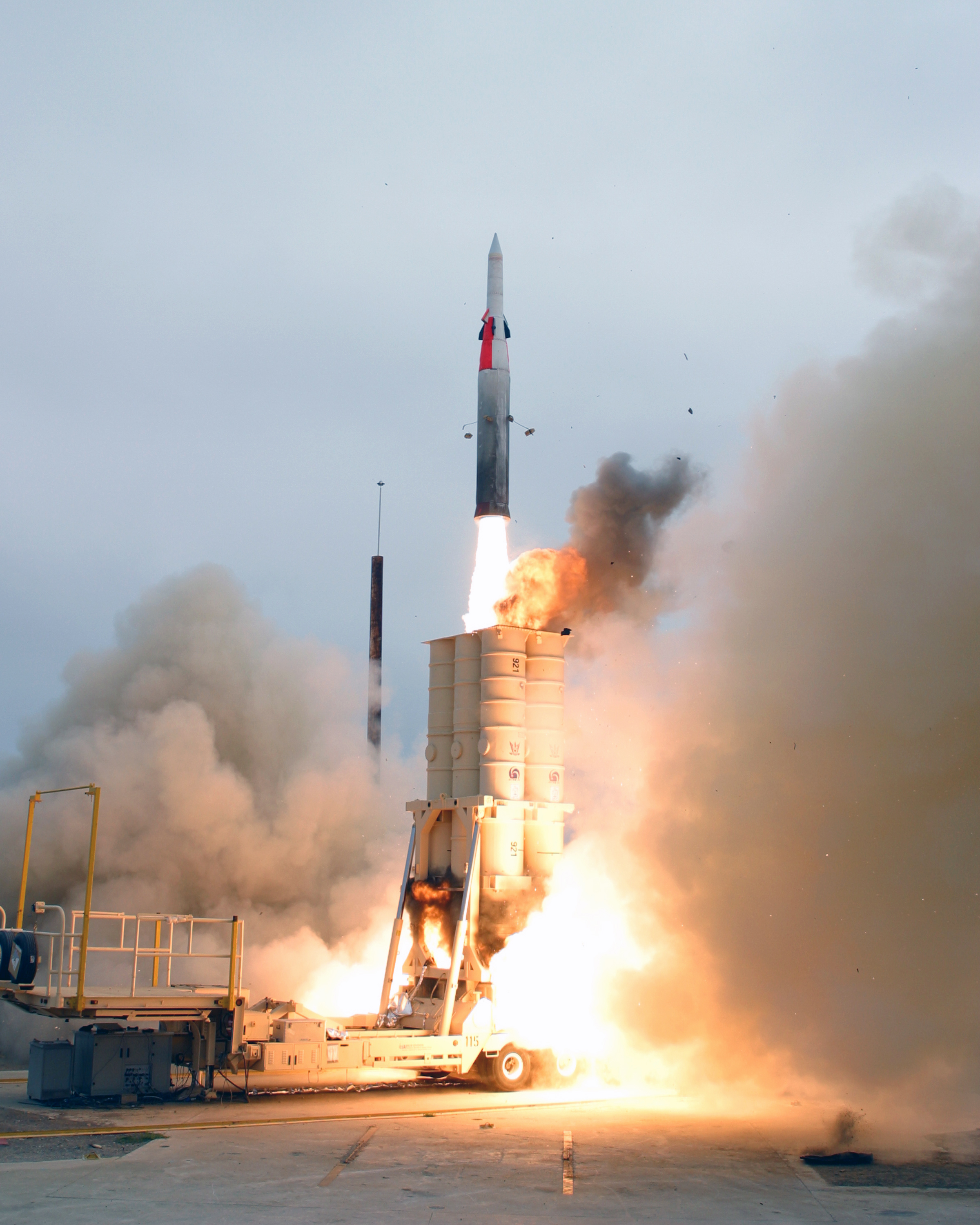
Ізраїльська ракета Arrow

Більшість ракет С-300, С-400, індійська Advanced Air Defence і MIM-104 Patriot використовують для боротьби з ракетами малого радіуса дії та несуть вибухові бойові частини.
Проте, проти ракет з високою швидкістю, використовують снаряди без вибухівки; для руйнування цілі потрібен удар і висока точність націлювання.

### Ракети «Повітря-Повітря»

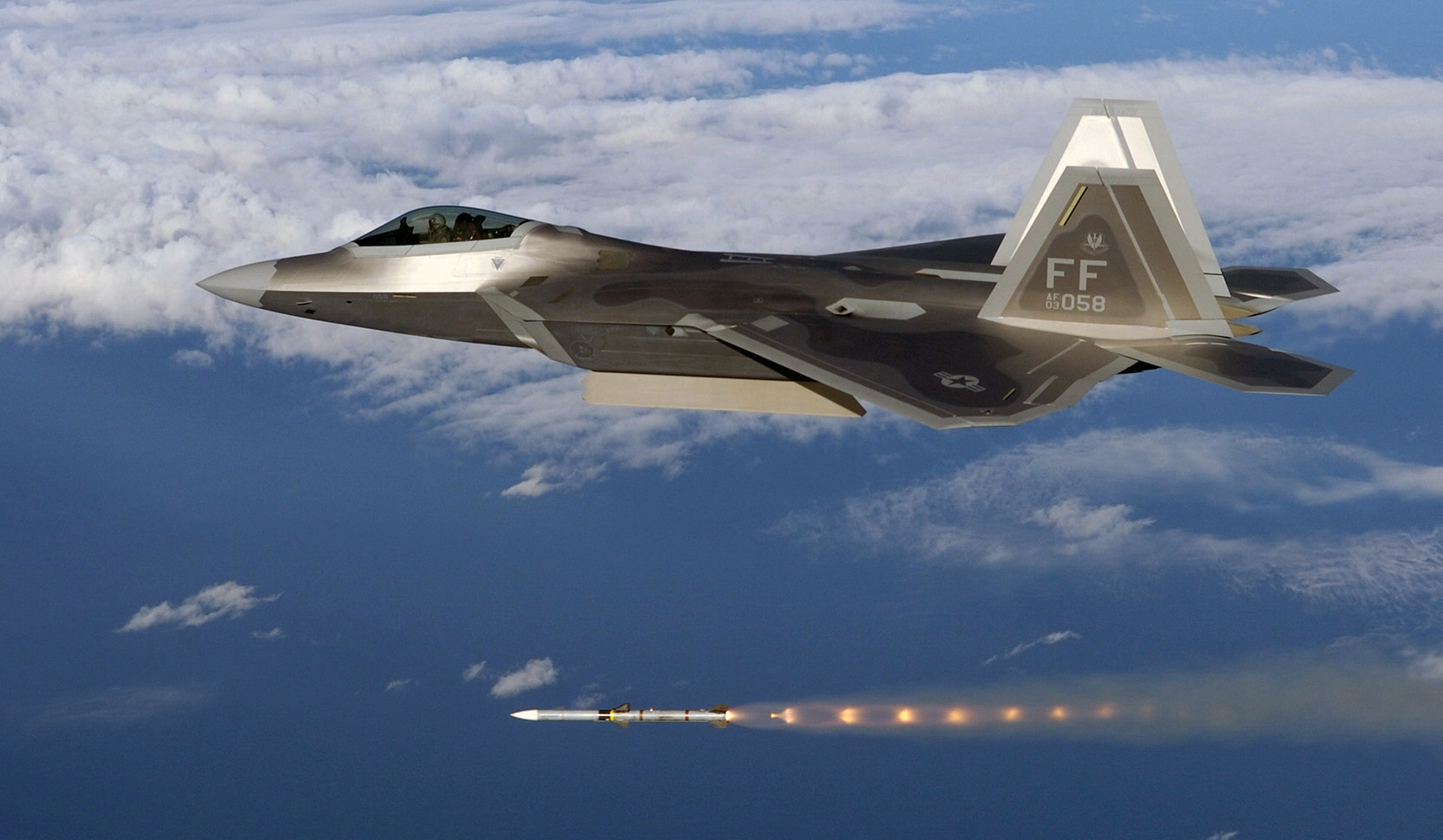
Літак F-22 Raptor стріляє ракетою AIM-120 AMRAAM

Радянський реактивний снаряд РС-82 було успішно випробувано у боях на Халхин-Голі 1939 року.
Досвід Німеччини у Другій світовій війні показав, що зруйнувати великий літак важко і вони докладали зусиль до розвитку систем класу повітря—повітря. Їхні реактивні літаки Messerschmitt Me 262 несли ракети R4M, а інші типи «бомбардувальника-винищувача» мали некеровані ракети. У повоєнний період, R4M послужила прототипом для різних ракет такого класу, які використовували всі перехоплювачі протягом 1940-х і 1950-х. Без системи наведення такі ракети можна було точно навести лише з близької відстані для влучання у ціль. ВМС США і Повітряні сили США почали застосовувати керовані ракети на початку 1950-х, найвідомішими ракетами стали флотська AIM-9 Sidewinder і авіаційна AIM-4 Falcon. Ці системи продовжили вдосконалюватися і сучасна повітряна війна складається з нанесення ракетних ударів. Під час Фолклендської війни, менш потужні британські літаки Harrier могли боротися зі швидшими аргентинськими супротивниками, завдяки ракетам AIM-9L які надали США на початку конфлікту. Новітні конструкції з тепловою ГСН можуть захоплювати ціль під будь-яким кутом, не лише позаду, де тепловий профіль від двигунів найбільший. Інші типи використовують радарне наведення (за допомогою бортового радара або радара літального апарата). Ракети повітря-повітря мають також різний розмір, від вертолітних ракет самооборони з дальністю у кілька кілометрів до ракет великої дальності для перехоплення літальних апаратів, наприклад, радянська ракета Р-37.

### Виноски
1. ↑  В українській мові зазвичай для керованих і некерованих ракет використовують одне і те ж позначення — ракета. У той час як у англійській мові для позначення керованих ракет використовують слово «missile», а для некерованих — «rocket».